# Tetranychus angolensis
Tetranychus angolensis är en spindeldjursart som beskrevs av Meyer 1974. Tetranychus angolensis ingår i släktet Tetranychus och familjen Tetranychidae. Inga underarter finns listade i Catalogue of Life.